# 662. pehotni polk (Wehrmacht)
Za druge 662. polke glejte 662. polk.
662. pehotni polk (izvirno nemško Infanterie-Regiment 662) je bil eden izmed pehotnih polkov v sestavi redne nemške kopenske vojske med drugo svetovno vojno.

## Zgodovina
Polk je bil ustanovljen 15. marca 1940 kot polk 9. vala v Ciechanówu kot Landesschützen-Regiment Oberost ter dodeljen 399. pehotni diviziji.
8. avgusta 1940 je bil polk razpuščen in bataljoni uporabljeni za varovanje vojnih ujetnikov.